# Poręba (Grande-Pologne)
Pour les articles homonymes, voir Poręba (homonymie).
Poręba (prononciation : [pɔˈrɛmba]) est un village polonais de la gmina de Jaraczewo dans le powiat de Jarocin de la voïvodie de Grande-Pologne dans le centre-ouest de la Pologne.
Il se situe à environ 4 kilomètres au sud de Jaraczewo (siège de la gmina), à 14 kilomètres à l'ouest de Jarocin (siège du powiat) et à 58 kilomètres au sud-est de Poznań (capitale régionale).

## Histoire
Le village a porté le nom allemand de Lowenitz de 1815 à 1918.

De 1975 à 1998, le village faisait partie du territoire de la voïvodie de Kalisz.

Depuis 1999, Poręba est situé dans la voïvodie de Grande-Pologne.